# Antoine Tassy
Antoine Tassy (1926. március 26. – Port-au-Prince, 1991. március 3.) haiti válogatott labdarúgó, edző.

## Pályafutása

### A válogatottban
A haiti válogatott tagjaként játszott az 1954-es világbajnokság selejtezőiben és részt vett az 1957-es CCCF-bajnokságon, illetve az 1959-es pánamerikai-bajnokságon.

### Edzőként
A haiti válogatott mellett az RC Haïtien csapatánál kezdte az edzősködést, mellyel megnyerte az 1963-as CONCACAF-bajnokok kupáját. 1962 és 1964 között a jamaicai válogatott vezette szövetségi kapitányként. 
1965 és 1976 között szövetségi kapitányként irányította a haiti válogatottat. Az 1973-as CONCACAF-bajnokságot megnyerve kijuttatta a hazáját az 1974-es világbajnokságra, ahol  Argentína ellen 4–1-re , a Lengyelország ellen 7–0-ra, Olaszország ellen pedig 3–1 arányban vereséget szenvedtek.
A vereségek ellenére nagy tettet hajtott végre, mert a válogatott történetének ez az első és mindmáig egyetlen világbajnoki szereplése.

## Sikerei, díjai

### Játékosként
Haiti
- CCCF-bajnokság győztes (1): 1957

### Edzőként
RC Haïtien
- CONCACAF-bajnokok kupája győztes (1): 1963

Haiti
- CONCACAF-bajnokság győztes (1): 1973